# Mk 18型魚雷
Mk 18型魚雷是美國海軍在二戰期間使用的電動魚雷。Mk 18型魚雷是第一款為美國海軍製造的蓄電池魚雷，主要設計用作潛射魚雷。

## 研發

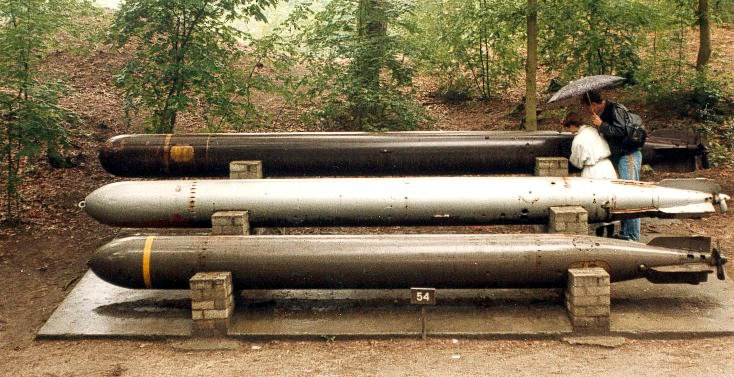
英國的馬克IX型在上方，搭載美國彈頭的德國G7e(TIII)在中間，Mk 18型魚雷在最低

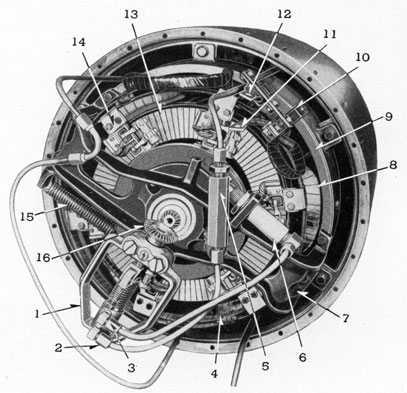
Mk 18型魚雷的電動馬達

Mk 18型魚雷是在美國海軍武備署電動魚雷競賽中被生產出來的，它自1920年起一直在羅德島紐波特美國海軍魚雷站進行研發。
1942年，數枚德國G7e魚雷擱淺，使美國海軍作戰部長恩斯特·金恩上將敦促武備署生產供美國海軍自身潛艇使用的魚雷。武備署告知魚雷站要讓Mk 20型魚雷成雛形，或者放棄它，投放資源在其他項目上，主要強調的是快。「紐波特通常喜歡其精細加工的項目」，但不論是魚雷站還是通用電氣在那都沒有設施，武備署唯有改為與西屋電氣合作，它在1942年3月10日拿到魚雷站迄今為止生產的電動魚雷的所有數據和設計。
西屋電氣很快便決定模仿G7e魚雷。設計在4月中完成，5月2日簽署了一份2,000枚Mk 18型魚雷、2,020枚彈頭、543枚訓練彈頭、各種工具、後備零件、車間裝備的合同。第一批測試模型僅在西屋電氣開始生產工作的15個禮拜後便出貨了，並保證Mk 18型魚雷在1942年夏天前可供潛艇隊使用。

## 問題

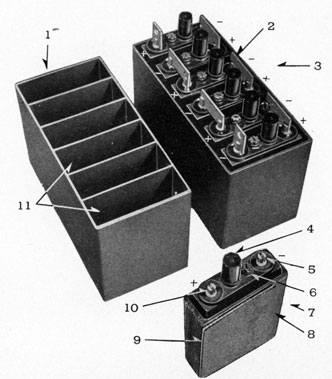
Mk 18型魚雷的電池盒，每個裝6枚電池

Exide供應的電池並沒有達到預期表現，它放出過多氫氣(易燃物，對潛艇尤其致命)，且生產過程中存在缺陷，部分原因是有生產過程只容許較少誤差，以及採用非熟練勞工的需要。

## 使用
1943年9月，第一批使用Mk 18型魚雷(但未百分百完成)，搭載的潛艇是Eugene Sands的Spearfish和Mush Morton的Wahoo。Sands表示「魚雷的問題有得讓我受，使一個普通人都氣瘋」，1枚沉沒，1枚開啟後狂奔，3枚在發射時撞到外門然後消失，七枚錯過了船尾。正如他的中隊指揮官Charles W. Styer所形容的，它令人失望。

## 特點
Mk 18型魚雷主要的優勢是在日間戰鬥，因為它不會產生氣泡尾跡或向發射潛艇排放渦輪廢氣。魚雷亦沒有維持深度和引爆器等困擾著Mk 14型魚雷的問題。它的缺點是低速度，與Mk 14型魚雷的45節(83 km/h)相比速度較低，Mk 18型魚雷需要定期從魚雷管中取出進行充電，它的電池亦對水溫較敏感，以及繁瑣的保養程序。但Mk 18型魚雷有一個與Mk 14型魚雷相同的重大缺陷，它沒有防止循環搜索的保護。
在太平洋戰爭中，美國潛艇發射的魚雷中30%是Mk 18型魚雷。
Mk 18型魚雷在1950年退出使用，取而代之的是更快，更可靠的後續型號。
Mk 18型魚雷長20呎(6.1 m)，重3,154磅(1,431 kg)，攜帶575磅(261 kg)的鋁末混合炸藥彈頭連接觸式引爆器，速度為29節(54 km/h)，最大射程4,000碼(3,700 m)，至1944年7月，出現了改進的版本。

## 外部連結
- Mark 18 Torpedo Service Manual, US Navy （页面存档备份，存于）